# جوزلين غورفينيك
جوزلين غورفينيك (22 مارس 1972 ببريست في فرنسا - ) (بالفرنسية: Jocelyn Gourvennec)‏ هو مدرب كرة قدم ولاعب كرة قدم فرنسي في مركز الوسط. شارك مع منتخب فرنسا تحت 21 سنة لكرة القدم. أما مع النوادي، فقد لعب مع أولمبيك مارسيليا وستاد رين ونادي أنجيه ونادي باستيا ونادي كليرمونت 63 ونادي لوريان ونادي مونبلييه ونادي نانت.

## وصلات خارجية
- جوزلين غورفينيك على موقع رابطة كرة القدم الفرنسية للمحترفين (الإنجليزية)
- جوزلين غورفينيك على موقع قاعدة بيانات كرة القدم.إي يو (الإنجليزية)
- جوزلين غورفينيك على موقع ليكيب (الفرنسية)
- جوزلين غورفينيك على موقع Soccerbase.com (لاعب) (الإنجليزية)
- جوزلين غورفينيك على موقع Soccerbase.com (مدرب) (الإنجليزية)
- جوزلين غورفينيك على موقع عالم كرة القدم.نت (الإنجليزية)